# Warmolt Tonckens (1710-1782)

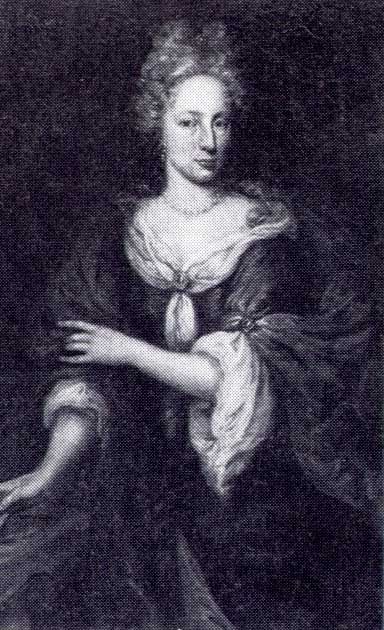
Elisabeth Lunsing (1682-1755), de moeder van Warmolt Tonckens (1710-1782)

Warmolt Tonckens (Westervelde, 12 juni 1710 - aldaar, 19 maart 1782) was een Nederlandse jurist en grootgrondbezitter.

## Leven en werk
Tonckens was een zoon van de Groninger advocaat mr. Johan Tonckens (1675-1741) en Elisabeth Lunsingh. Hij was genoemd naar zijn grootvader van moeders kant Warmolt Lunsingh, rentmeester van Dickninge en gedeputeerde van Drenthe. Tonckens studeerde rechten aan de universiteiten van Franeker en van Groningen. Na zijn studie vestigde hij zich als advocaat te Groningen. Na het overlijden van zijn vader kwam zijn moeder in het bezit van het landgoed en het bijbehorende Huis te Westervelde, dat door haar vader ingrijpend was verbouwd en uitgebreid als herenhuis. Tonckens keerde in 1745 terug naar Drenthe en vestigde zich in Huis Westervelde (later de Tonckensborg genoemd) om zijn moeder bij te staan bij het beheer. Hij werd gecommitteerde bij de Drentsche Rekendag. Omstreeks 1747 trouwde hij te Norg met Trijntje Winters. Hun drie zonen Wyncko, Johannes en Joachimus Lunsingh behoorden in Drenthe tot de vooraanstaande patriotten. Wyncko liet in de Wijk het Huis Voorwijk bouwen en Joachimus Lunsingh erfde de ouderlijke woning in Westervelde. Beide zonen behoorden in 1797 tot de rijkste inwoners van Drenthe.